# Trzęsienie ziemi na Kamczatce (2025)
Ten artykuł dotyczy trwającego wydarzenia. Informacje w nim zamieszczone mogą się zmienić lub zdezaktualizować wraz z postępem zdarzenia, a początkowe doniesienia mogą być niepewne. Ostatnie zmiany tego artykułu mogą nie odzwierciedlać najbardziej aktualnych informacji.
Trzęsienie ziemi na Kamczatce – silne trzęsienie ziemi o magnitudzie 8,8 z epicentrum u wschodnich wybrzeży Półwyspu Kamczackiego, które nawiedziło Rosję 30 lipca 2025 roku.
To szóste najsilniejsze trzęsienie w historii pomiarów oraz najsilniejsze trzęsienie od 14 lat od trzęsienia ziemi w Tōhoku w 2011 roku.

## Trzęsienie
Na Kamczatce ranne zostały co najmniej cztery osoby, lecz nikt poważnie.
W Japonii 10 osób zostało rannych w trakcie ewakuacji, a 11 zachorowało na choroby związane z upałem, temperatura w trakcie ewakuacji sięgała 40°C. W Kumano w prefekturze Mie 58-letnia kobieta zginęła, gdy jej samochód przypadkowo zjechał z klifu podczas ewakuacji przed tsunami. 
Alerty tsunami zostały wydane w wielu krajach położonych wokół Oceanu Spokojnego, w tym w Rosji, Japonii, Stanach Zjednoczonych (Hawaje, Alaska, Kalifornia), Kanadzie, Chile, Peru, Ekwadorze, Kolumbii oraz na wyspach Pacyfiku (m.in. Samoa, Tonga, Guam).

## Następstwa
Krótko po trzęsieniu ziemi, doszło do erupcji wulkanu Kluczewska Sopka na Półwyspie Kamczackim, choć aktywność wulkanu obserwowano już w poprzednich dniach.
W nocy 3 sierpnia miał miejsce wybuch wulkanu Kraszeninnikowa. Erupcja spowodowała wyrzucenie chmury popiołów na wysokość 6 tys. metrów.